# Distrito de Limbé
El distrito de Limbé (en francés arrondissement de Limbé; y en criollo haitiano: awondisman Lenbe) es una división administrativa haitiana, que está situada en el departamento de Norte.

## División territorial
Está formado por el reagrupamiento de dos comunas:
- Bas-Limbé
- Limbé